# Drucksystem
Ein Drucksystem, englisch printing system, ist eine Software, die eine zu druckende Datei als Druckauftrag entgegennimmt, verarbeitet und schließlich an einen Drucker ausliefert. Auf praktisch allen modernen Computern schickt ein Benutzer seine Druckaufträge an ein Drucksystem, niemals direkt an einen Drucker.
Die Aufgaben eines Drucksystems sind:
- das Einreihen der Aufträge in Warteschlangen (Spooling),
- das geordnete Abarbeiten der Aufträge in den Warteschlangen,
- das Ergänzen und Auswerten von Informationen wie Papiergröße oder Orientierung,
- das Umwandeln des Dateiformates in ein vom Drucker verstandenes Format, beispielsweise in PCL oder PostScript,
- das Abbilden logischer oder virtueller Drucker auf physikalisch vorhandene Drucker oder Druckergruppen,
- gegebenenfalls die Buchführung über die Aufträge.

In der Linux/Unix-Welt verbreitete Drucksysteme sind:
- das System-V-Drucken;
- das Berkeley Printing System;
- das Berkeley-Drucken, next generation, LPRng;
- Xprint (aus dem X Window System);
- das Common Unix Printing System (CUPS), das das Standard-Drucksystem von OS X und vielen Linux-Distributionen ist.

Von einem modernen Drucksystem wird erwartet, dass es netzfähig ist. Das System ist in diesem Fall aufgeteilt in beliebig viele Clients auf den Arbeitsplätzen und mindestens einen Server im lokalen Netz (LAN), der die Drucker anspricht.